# Turismo en Atlanta

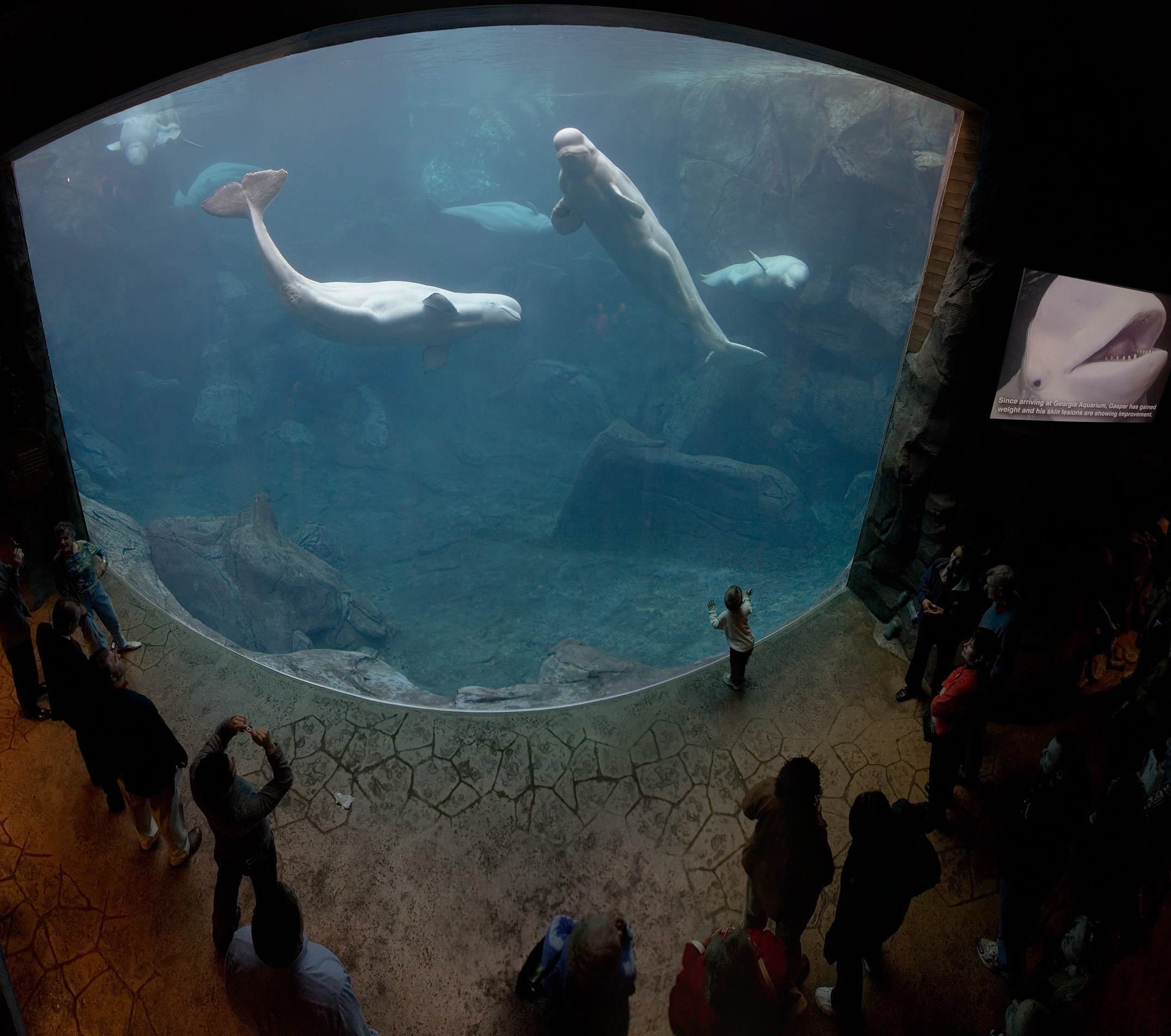
Ballenas Beluga en el Acuario de Georgia

Desde 2010, Atlanta es la séptima ciudad más visitada de los Estados Unidos, con más de 35 millones de visitantes al año. La ciudad fue el duodécimo destino más popular para los visitantes extranjeros, que sumaron 712.000 en total (2010).
La principal atracción turística de Atlanta es el acuario más grande del mundo, el Acuario de Georgia, ubicado en Pemberton Place que también alberga el Mundo de Coca-Cola y a poca distancia del Centennial Olympic Park, Mercedes-Benz Stadium, State Farm Arena, el CNN Center, entre otras atracciones turísticas del centro de Atlanta.
Atlanta atrae también a una gran cantidad de visitantes con sus lugares de artes escénicas, museos y sitios históricos, parques, gastronomía y sus numerosos festivales y eventos.

## Sitios de interés para los turistas
|  | - Jardín botánico de Atlanta - Centro cívico de Atlanta - Museo de Arte Contemporáneo de Atlanta - Cyclorama y Museo de la Guerra Civil de Atlanta - Centro de Historia de Atlanta - Banco de la Reserva Federal de Atlanta - Museo APEX - Centro CNN - Centro de Artes Finas de Callanwolde - Centro Carter - Parque Olímpico del Centenario - Centro para artes de títeres - Anfiteatro Chastain Park - Museo de niños de Atlanta - Salón de la Fama del Fútbol Americano Universitario - Museo Delta Flight - Bosque Fernbank - Museo de Historia Naturla de Fernbank - Centro de Ciencias de Fernbank - Teatro Fox (Atlanta) - Acuario de Georgia - Centro Mundial de Congresos de Georgia - Parque Grant - Casa Herndon - High Museum of Art - Anfiteatro Cellairis - Legoland Discovery Centre Atlanta - Plaza Lenox | - Montaña Kennesaw - Casa y museo de Margaret Mitchell - Sitio Nacional Histórico de Martin Luther King, Jr. - Sala de Té de Mary Mac - Mercedes-Benz Stadium - Museo Michael C. Carlos - Museo Millennium Gate - Museo de Arte Contemporáneo de Georgia - Museo de diseño de Atlanta - Centro Nacional de los Derechos Humanos y Civiles - Museo Nacional del Patriotismo - Cementerio de Oakland - Plaza Phipps - Teatro Plaza - Parque Piedmont - Museo de Papel de Robert C. Williams - Six Flags de Georgia - Six Flags White Water - Museo del Ferrocarril del Sureste - State Farm Arena - Stone Mountain - Mercado dulce de bordillo de Auburn - The Varsity - Underground Atlanta - Museo del Holocausto y la Herencia Judía de William Breman - Woodruff Arts Center - World of Coca-Cola - Zoo Atlanta |  |

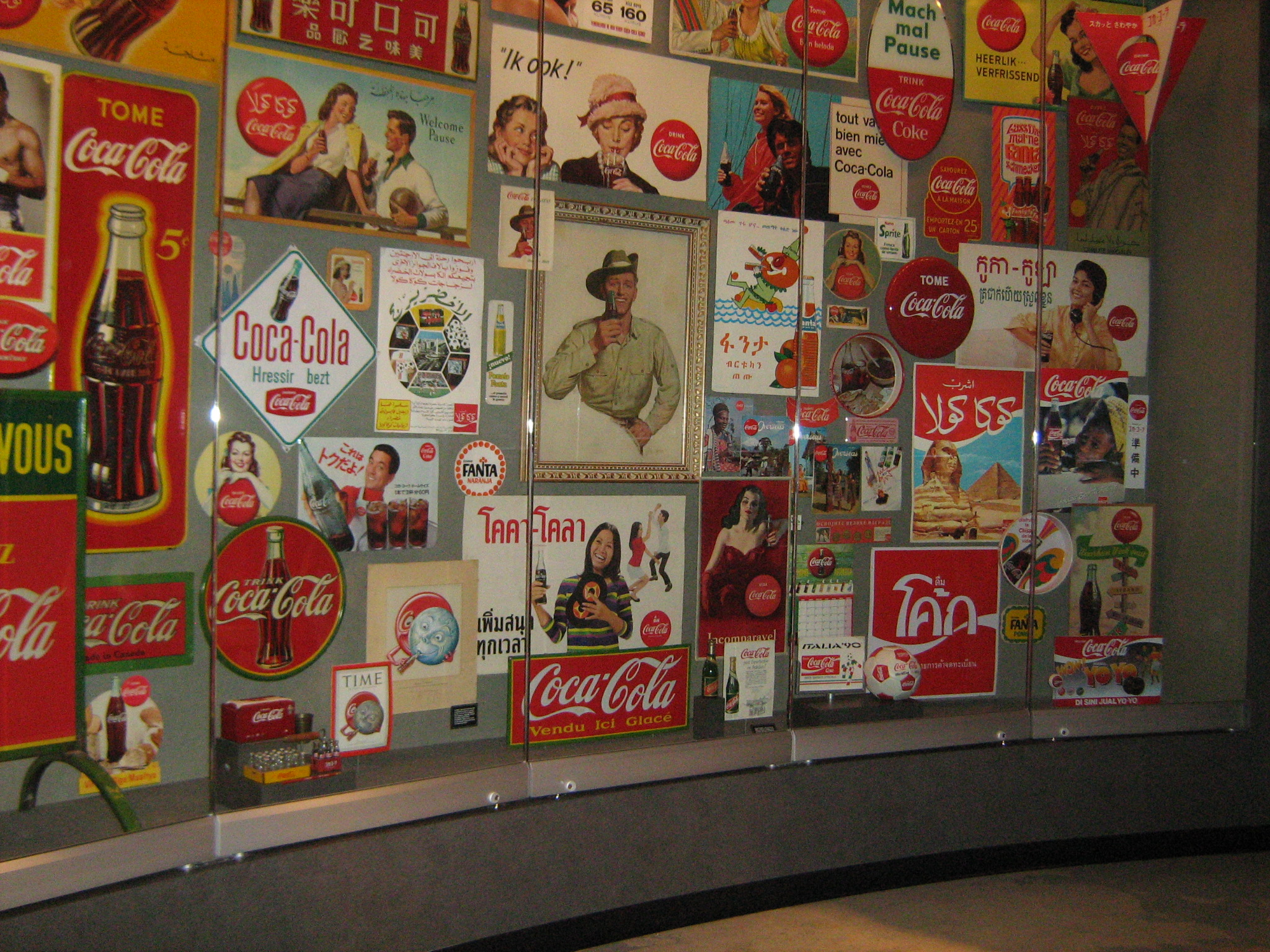
Exposición en el World of Coca-Cola

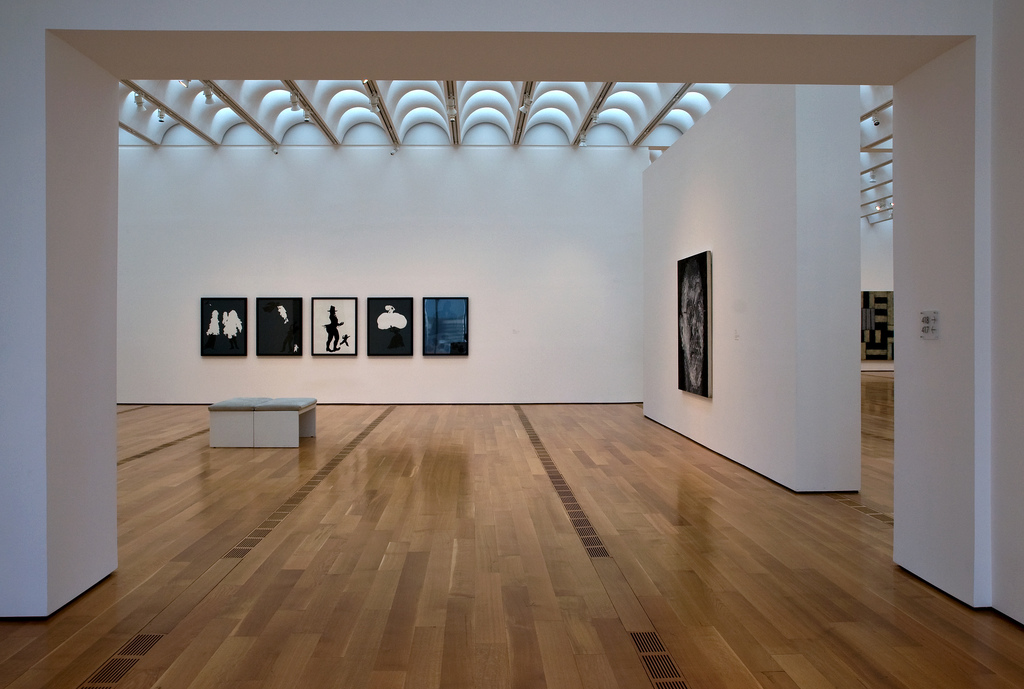
Cuadros en el High Museum

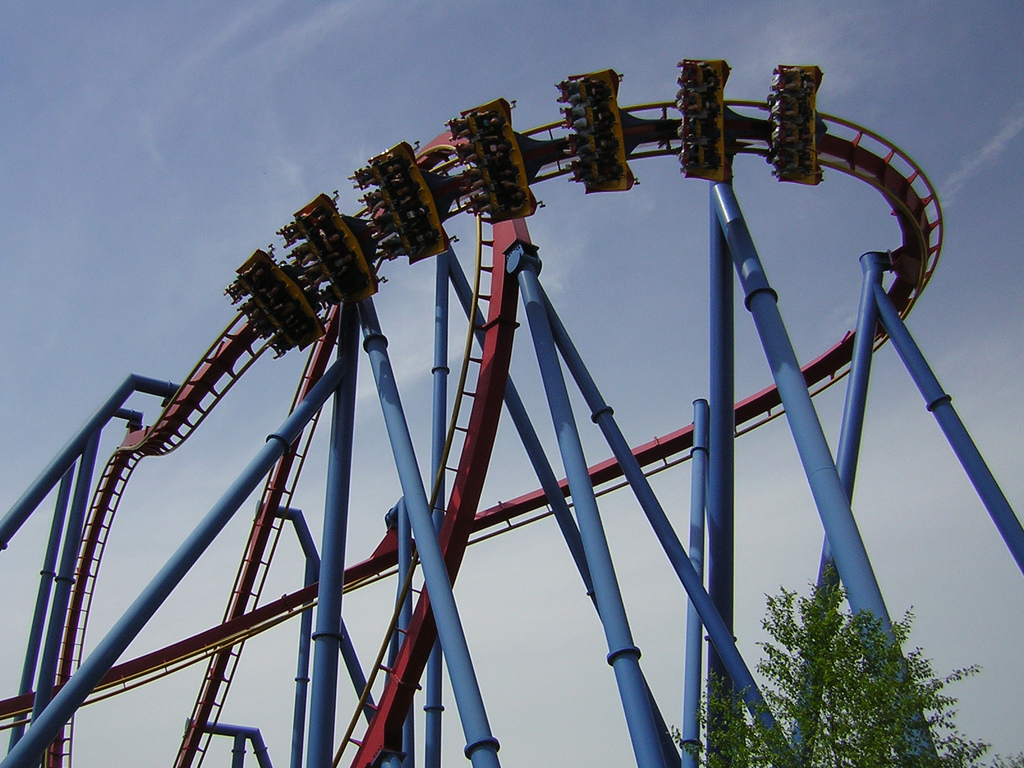
Superman, una montaña rusa de Six Flags de Georgia